# Akihiko Yoshida
Pour les articles homonymes, voir Yoshida.
Akihiko Yoshida (吉田明彦) est un illustrateur et character designer japonais né le 15 février 1967, et connu notamment pour son travail réalisé avec la compagnie Square Enix qu'il intègre en 1995 accompagné de quelques anciens collègues de Quest, dont Hiroshi Minagawa et surtout Yasumi Matsuno, avec lesquels il a travaillé sur Ogre Battle ou encore Tactics Ogre.  Il a également fait des modèles pour ceux qui s'occupent de modéliser des personnages en 3D ou des sprites en 2D. Sa notoriété se construit notamment grâce à son travail d'illustration sur Final Fantasy Tactics et Vagrant Story.
Il décide de quitter Square Enix  en novembre 2013, il continue toutefois à travailler en indépendant sur la série Bravely Default.

## Travaux
- Zeliard (Sierra Entertainment, 1990) : Illustrateur
- Ogre Battle (Atlus, 1993) : Character design
- Tactics Ogre: Let Us Cling Together (Atlus, 1995) : Character design et superviseur du design des décors
- Final Fantasy Tactics (Square, 1997) : Character design
- Vagrant Story (Square, 2000) : Character design et superviseur du design des décors
- Wild Card (Square, 2001) : Illustrateur
- Final Fantasy XII (Square-Enix, 2006) : Character design et superviseur du design des décors
- Final Fantasy III (Square-Enix, 2006) : Character design
- Final Fantasy Tactics: The War of the Lions (Square-Enix, 2007) : Illustrateur
- Final Fantasy Tactics A2: Grimoire of the Rift (Square-Enix, 2007, DS) : Superviseur artistique, illustrations additionnelles
- Final Fantasy XII International Zodiac Job System (2007, PS2)
- Final Fantasy: The 4 Heroes of Light (2009, DS)
- Final Fantasy XIV (Square-Enix, 2010) : Directeur artistique
- Tactics Ogre: Let Us Cling Together (2010, PSP)
- Dissidia 012: Final Fantasy (2011, PSP)
- Bravely Default (2012, 3DS)
- Bravely Default: Praying Brage (2012, PC)[2]
- Final Fantasy XIV: A Realm Reborn (2013, PS3, PC)
- Bravely Second (2015, 3DS)
- Nier Automata (2017, PS4, PC)
- Nier Automata ver1.1a (2023) : Character design original